# 天使と妖精
天使と妖精（てんしとようせい）は、声優の落合祐里香が出した9thマキシシングルである。12ヶ月連続CDリリースの第9弾。品番はYZAE-5011。

## 収録曲
1. 天使と妖精
  - 作詞：落合祐里香、作曲・編曲：川本盛文
2. imitation
  - 作詞：落合祐里香、作曲・編曲：川本盛文
3. 天使と妖精（inst）
4. imitation（inst）